# Aïssata Touré Diallo
Pour les articles homonymes, voir Touré et Diallo.
Aïssata Touré Diallo, née le 21 avril 1969 à Youwarou, est une femme politique malienne. 

## Carrière
Aïssata Touré Diallo est juriste de formation, diplômée de l'École nationale d'administration. Candidate perdante des élections législatives maliennes de 2007 dans la circonscription électorale de Youwarou sous les couleurs du Rassemblement pour le Mali, elle est élue députée à l'Assemblée nationale dans cette même circonscription aux élections législatives maliennes de 2013. Elle se représente sans étiquette aux élections législatives maliennes de 2020, mais n'est pas réélue.